# Тормозной диск

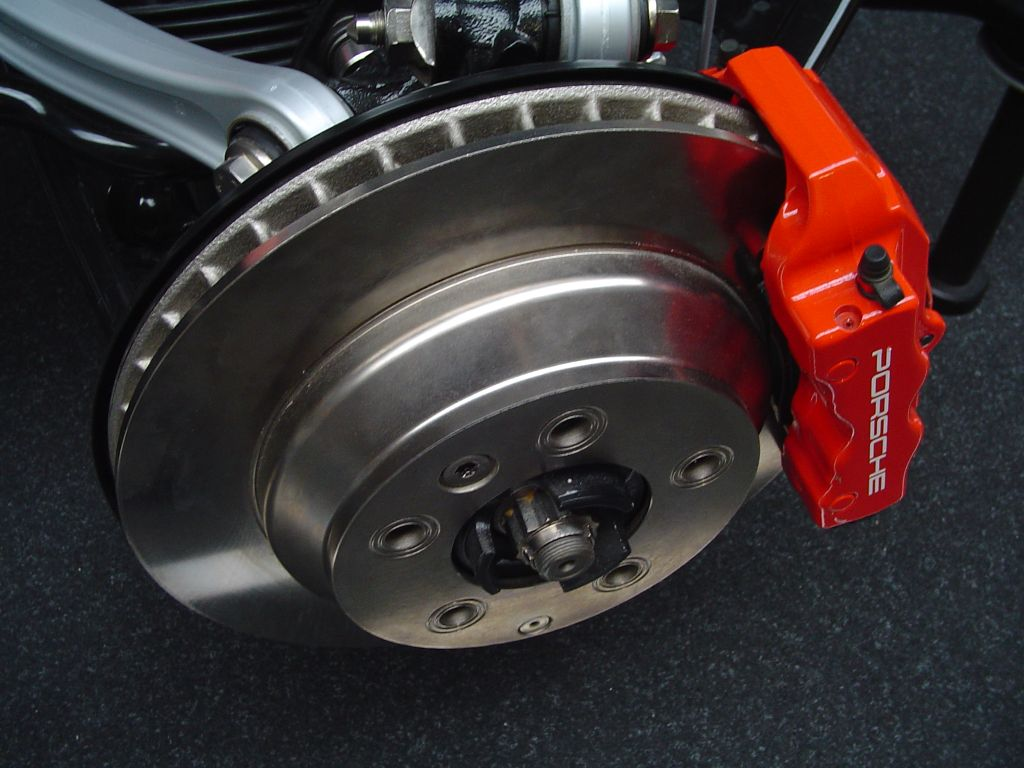
Вентилируемый диск.

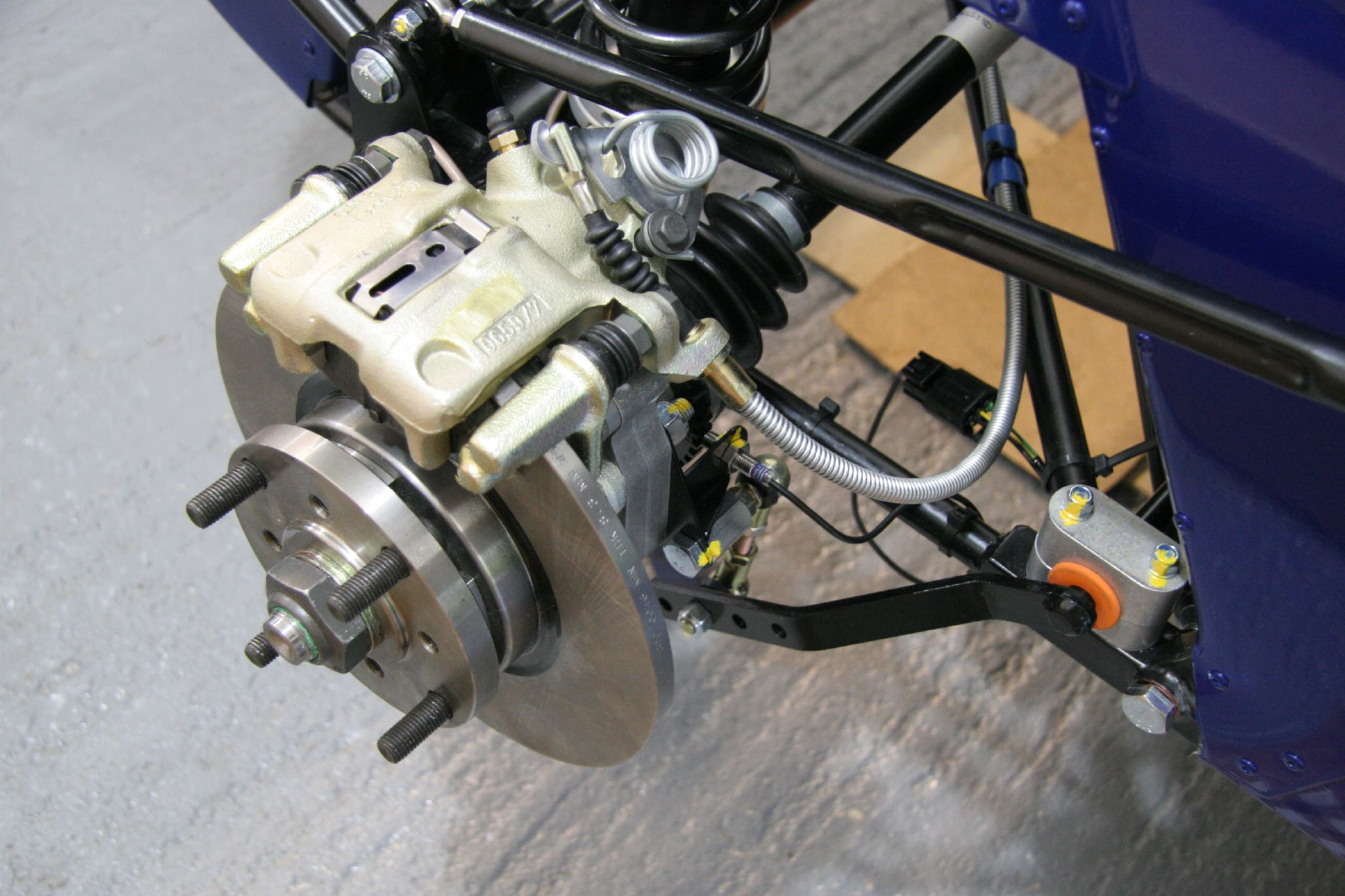
Сплошной диск.

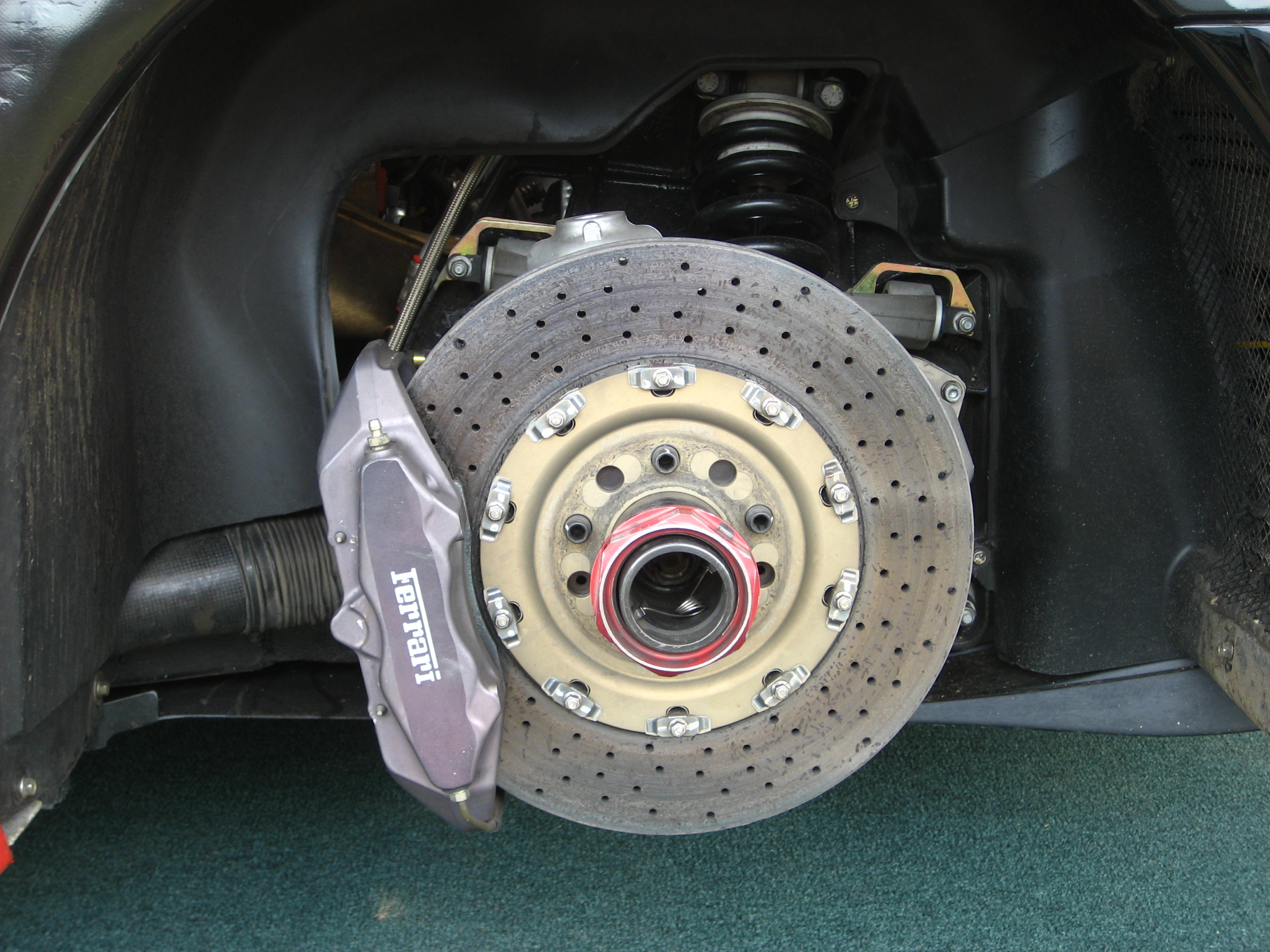
Перфорированный диск.

Тормозной диск — основной элемент дисковой тормозной системы, представляющий собой вращающаяся часть дисковой системы, к которой при помощи привода прижимаются неподвижные тормозные колодки. Выступает участником фрикционной пары трения, результатом которого является управляемое замедление транспортного средства. Тормозной диск функционально выполняет две задачи:
- в паре с тормозной колодкой создаёт трение
- рассеивает сгенерированное тепло

## Конструкция тормозного диска
Тормозной диск автомобиля состоит из двух частей — центральной ступичной части и рабочего полотна. В зависимости от типа, конструкция может быть либо цельнолитая, либо составная. Центральная часть диска является его основой и устанавливается непосредственно на ступицу, рабочее полотно служит опорной поверхностью для пары трения.

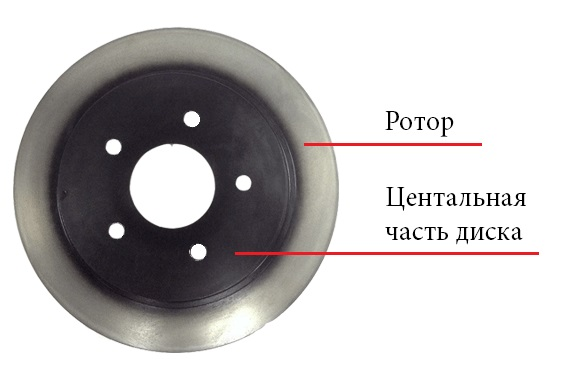
Части тормозного диска: ротор и центральная часть диска.

### Ротор
Ротор — кольцеобразная поверхность, с которой контактируют тормозные колодки в момент торможения. Это самая большая и тяжёлая деталь дискового тормоза. Обычно изготавливаются из чугуна из-за высоких показателей трения и низкого износа материала.
Чтобы улучшить охлаждение, диски делают вентилируемыми. Вентилируемые диски между двумя поверхностями ротора содержат радиальные полости, по которым циркулируют потоки воздуха от центра к краям.

### Центральная часть диска
Ротор крепится на центральную часть диска, которая, в свою очередь, крепится на ступицу колеса. Центральная часть ротора препятствует передаче тепла от тормозящей поверхности до колёсных подшипников, благодаря чему подшипники не нагреваются.
Центральная часть диска делается из чугуна или более лёгких материалов, например, из алюминия.
- Бывают двух видов: спаянные с ротором и в виде отдельных частей. В автомобилях массового производства центральные части обычно изготовлены из чугуна и составляют с ротором одно целое. В большинстве гоночных автомобилей центральная часть диска — отдельная деталь и сделана из алюминиевых и титановых сплавов, композитных материалов или керамики.[1]

## Материалы изготовления
Исходя из базовых задач, основным материалом для производства тормозных дисков стал серый чугун с графитом пластинчатой либо вермикулярной формы. Данный сплав хорошо поддаётся механической обработке, что позволяет конструировать различной формы системы вентиляции и отвода тепла. Вторым преимуществом чугуна является хорошая теплопроводность, что важно в условиях интенсивных термических нагрузок.
Альтернативой чугуну стала технология производства на основе углерода и карбидокремниевой матрицы. Как правило, такая формула содержит полимерные порошки в сочетании с усиливающими волокнами. В отличие от классического чугунного диска, композитный состав имеет значительно меньший вес, а также обладает лучшей стойкостью к механическому износу. В нормальных условиях эксплуатации ресурс такого диска может составлять 300—350 тысяч километров. Учитывая высокую стоимость технологии, керамические тормозные диски устанавливаются на спортивные версии автомобилей.

## Типы дисков
Конструктивно тормозные диски делятся на три типа:
- Сплошные. Тормозной диск, в котором ступичная часть и рабочее полотно выполнены из цельнолитой заготовки. Такая конструкция не предусматривает дополнительного охлаждения.
- Вентилируемые. Две пластины, соединённые радиальными рёбрами, образующими каналы дополнительной вентиляции диска. Благодаря этим каналам воздух движется от ступицы к внешним краям диска, ускоряя охлаждение системы. Использование воздушной прослойки позволяет снизить температуру рабочей зоны фрикционной пары на 30 % и более
- Составные. Сборная конструкция, состоящая из, как правило, алюминиевой ступичной части и чугунного кольца, являющимся опорной поверхностью в паре трения. Данная технология облегчает вес диска, повышают стойкость к термической деформации, а также минимизируют передачу аккумулированного тепла к ступице.

Требуемый тип тормозного диска определяется разновидностью тормозной системы конкретной модели авто.

## Виды дисков
Каждый тип тормозного диска может быть модифицирован производителем, без внесения изменений в конструкцию. Данные модификации допустимы регламентом ECE R90.
- Гладкий. Внешние поверхности рабочего полотна диска гладкие.
- Перфорированный. Нанесенные по всей поверхности рабочего полотна сквозные отверстия снижают собственный вес диска, способствуют росту интенсивности охлаждения (что уменьшает риск коробления), а также удаляют газы, образующиеся в контакте фрикционной пары «диск-колодка». В среднем, количество отверстий колеблется от 30 до 40, а в некоторых версиях перфорированный диск может иметь до 100 сверлений.
- С радиальными насечками. Нанесение радиальных канавок (слотов), направленных от ступичной части диска к его внешнему краю, позволяет выводить отработанные частицы фрикционной накладки от точки контакта, а также очищать поверхность колодки.
- Перфорированный с насечками. Комбинированное исполнение, сочетающее сквозную перфорацию с радиальными прорезями. Обладает свойствами обоих видов модификаций.

## Интеграция вколёсные парытрамваев и ЖД техники
По мере развития дисковых тормозов и дальнейшего их распространения на трамваях и ЖД технике тормозные диски стали становиться частью колёсных пар, располагаясь как на внешней, так и на внутренней её части. Они могут быть расположены как симметрично, так и несимметрично.

## Рабочие характеристики
К рабочим характеристикам тормозных дисков можно отнести
- износ диска;
- температурный режим;
- геометрические размеры.

### Износ
Диски работают 100—150 тысяч километров при спокойном вождении. При резком и агрессивном вождении срок сокращается до 30-40 тысяч. Минимальная толщина тормозных дисков указывается на тормозном диске.
Износ проверяют штангенциркулем. Максимальный износ составляет 2-3 мм от начальной толщины диска. Ширина трещин и сколов — не больше 0, 01 мм. Если ширина трещин и сколов больше, диски следует заменить.

### Температурный режим
Торможение — краткий по времени и быстро изменяющийся процесс. Поэтому часто невозможно достичь идеального контакта. Для моделирования и изучения процессов торможения пользуются неидеальной моделью.
По этой модели, между диском и колодками находятся посторонние частицы. Фрикционный материал тормозной колодки принимает на себя кинетическую энергию крутящегося тормозного диска и истирается. Кинетическая энергия переходит в тепловую и передаётся диску через посторонние частицы. Это приводит к разнице температур между поверхностями диска и колодок. Поэтому более холодный диск может принимать образуемое в колодках тепло.
Количество тепла, вырабатываемого в колодках, зависит от скорости движения и веса автомобиля, и от силы нажатия на педаль. Обычная остановка пассажирского автомобиля с 60 км/ч нагревает диск до 150 ºC. Резкие торможения гоночного автомобиля повышают температуру диска до 800 ºC за доли секунды. Кремниевая лава, которая течёт из вулканов Тихоокеанского огненного кольца, имеет такую же температуру.
Температурный режим тормозных дисков:
- для города — 100—270 ºC;
- для трека — 177—900 ºC.

### Геометрические параметры
Диаметр ротора измеряется по внешнему диаметру, а ширина — по общей толщине между контактными поверхностями. Размер контактирующей с колодками поверхности ротора зависит от диаметра диска. Производители стремятся сделать диски как можно более лёгкими и маленькими, увеличивая тормозную мощность за счёт улучшения тормозных характеристик. Вентилируемый ротор всегда шире, чем сплошной.